# Interculturalidad

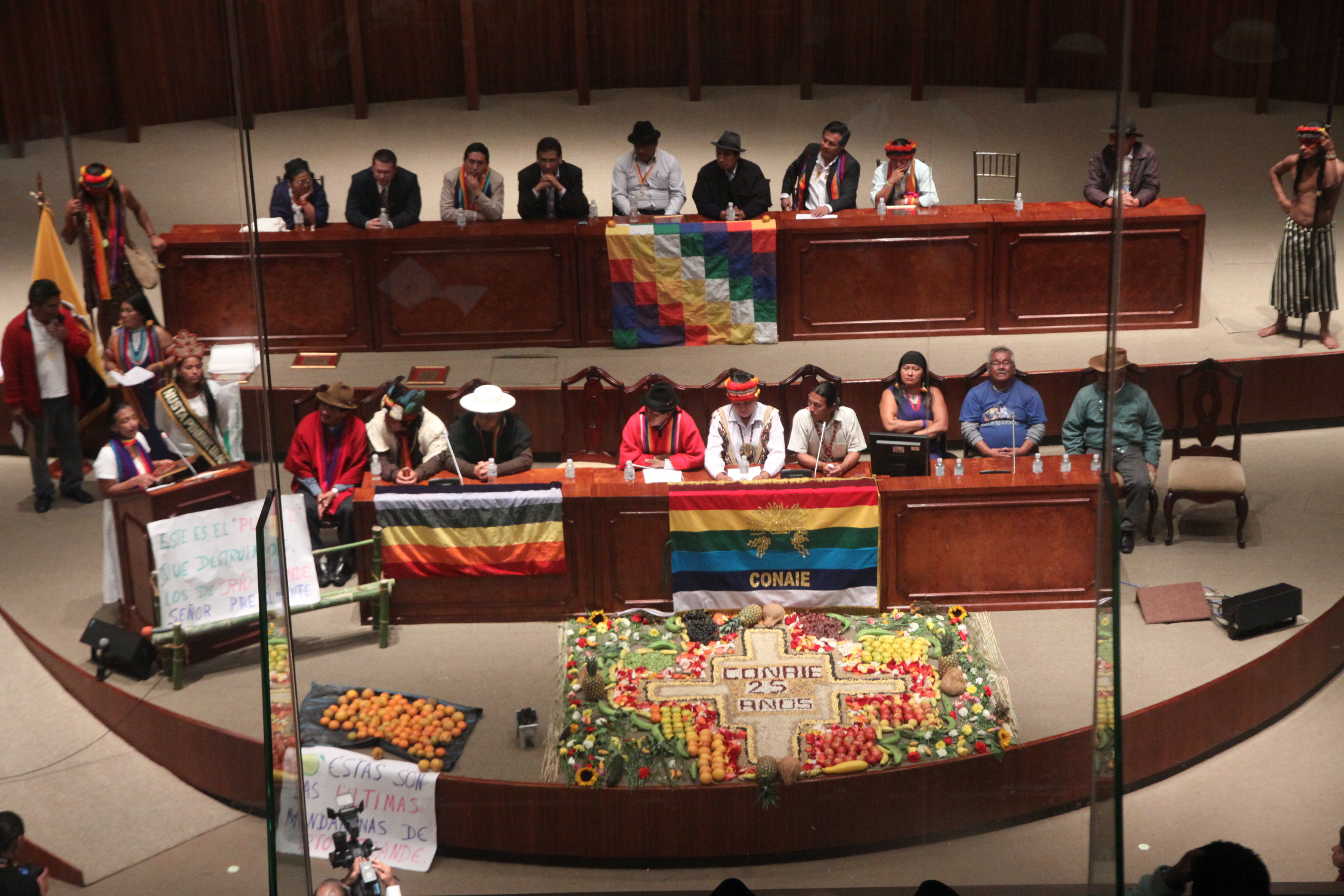
Confederación de Nacionalidades Indígenas del Ecuador, principal representante social de la población indígena ecuatoriana.

La interculturalidad se refiere tanto a la ideología como la práctica de procesos de comunicación e interacción entre personas o grupos con identidades culturales distintas, en los cuales no se establezca una jerarquía entre una cultura u otra. Es un concepto que presupone un intercambio flexible, no dogmático, respetuoso y abierto en adaptación.

## Concepto
El concepto de interculturalidad apunta a describir la interacción entre varias culturas de un modo horizontal y sinérgico. Esto supone que ninguno de los conjuntos sociales que establecen un contacto intercultural, se encuentra por encima de otro, en condiciones de supremacía en relación con el otro, como condición que favorece la integración y la convivencia armónica de todos los individuos. La perspectiva intercultural supone el respeto hacia la diversidad y la resolución respetuosa de conflictos a través del diálogo y la concertación.
Su uso está sujeto a otros conceptos visibles y también variables como: cultura, diversidad, hegemonía cultural, política y economía de países y regiones. A su vez, se ve enfrentada a retos comunicativos como el idioma y la diversidad lingüística, así como obstáculos relacionados con políticas integradoras e integracionistas de los Estados, jerarquizaciones sociales, sistemas económicos exclusionistas, hegemonías ideológicas impuestas mediante la discriminación y la acción política de menoscabo de las identidades nacionales, así como diferentes niveles de desconocimiento entre grupos culturales de los mecanismos sociales y políticos para la garantía de sus derechos y su dignidad. 

## Usos del término
La noción de interculturalidad se diferencia del multiculturalismo y del pluralismo cultural por su intención crítica y su acción propositiva en cuanto al diálogo y el acercamiento en condiciones de igualdad entre culturas. Las características del término permiten usarlo tanto de manera descriptiva (para explicar hechos que existan en la realidad) como de forma prescriptiva (como noción normativa, cuyo objetivo es hacer que las sociedades contemporáneas sean más conscientes de sus diversidades internas, y más inclusivas y simétricas en relación con la diversidad cultural que contengan). Para que la interculturalidad sea efectiva, es necesario que se cumplan actitudes básicas, como la visión dinámica de las culturas, el convencimiento de que los vínculos cercanos y horizontales son posibles por medio de la comunicación y la conformación de una amplia ciudadanía donde exista la igualdad de derechos.
Los estudios interculturales son aplicados en el ámbito de la educación, la promoción de los derechos humanos, la relación con los grupos étnicos, la perspectiva de género, la mercadotecnia y en el diseño de políticas públicas en países y regiones en los que existe diversidad cultural, aunque su potencial de aplicación puede tocar casi todos los ámbitos de la actual actividad humana de desarrollo. Según Almaguer, Vargas y García (2009), la interculturalidad en un proceso para la gestión de ciudadanía para el siglo XXI y tiene antecedentes en los modelos de comunicación de masas en los Estados Unidos en la década de 1950 además de las teorías de comunicación intercultural, desarrolladas por investigadores como Miquel Rodrigo Alsina, en la Universidad Autónoma de Barcelona, en España. Otros elementos presentes en los modelos interculturales en la región sudamericana son los desarrollados por los pueblos indígenas sudamericanos en sus luchas reivindicativas, como las propuestas y estrategias de los pueblos Mapuches en Chile y las poblaciones indígenas en Bolivia, Perú, Colombia y Ecuador, así como los modelos autonómicos de la RAAN y la RAAS en la Costa Atlántica de Nicaragua, que han sido planteados por estudiosas como Myrna Cunningham y Alta Hooker.